# Gordon Cemetery
Le  Gordon Cemetery est un cimetière militaire de la Première Guerre mondiale, situé sur le territoire de la commune de Carnoy-Mametz, dans le département de la Somme, au nord-est d'Amiens.

## Localisation
Ce cimetière est situé à 800 m au sud du village au bord de la D 938.

## Histoire

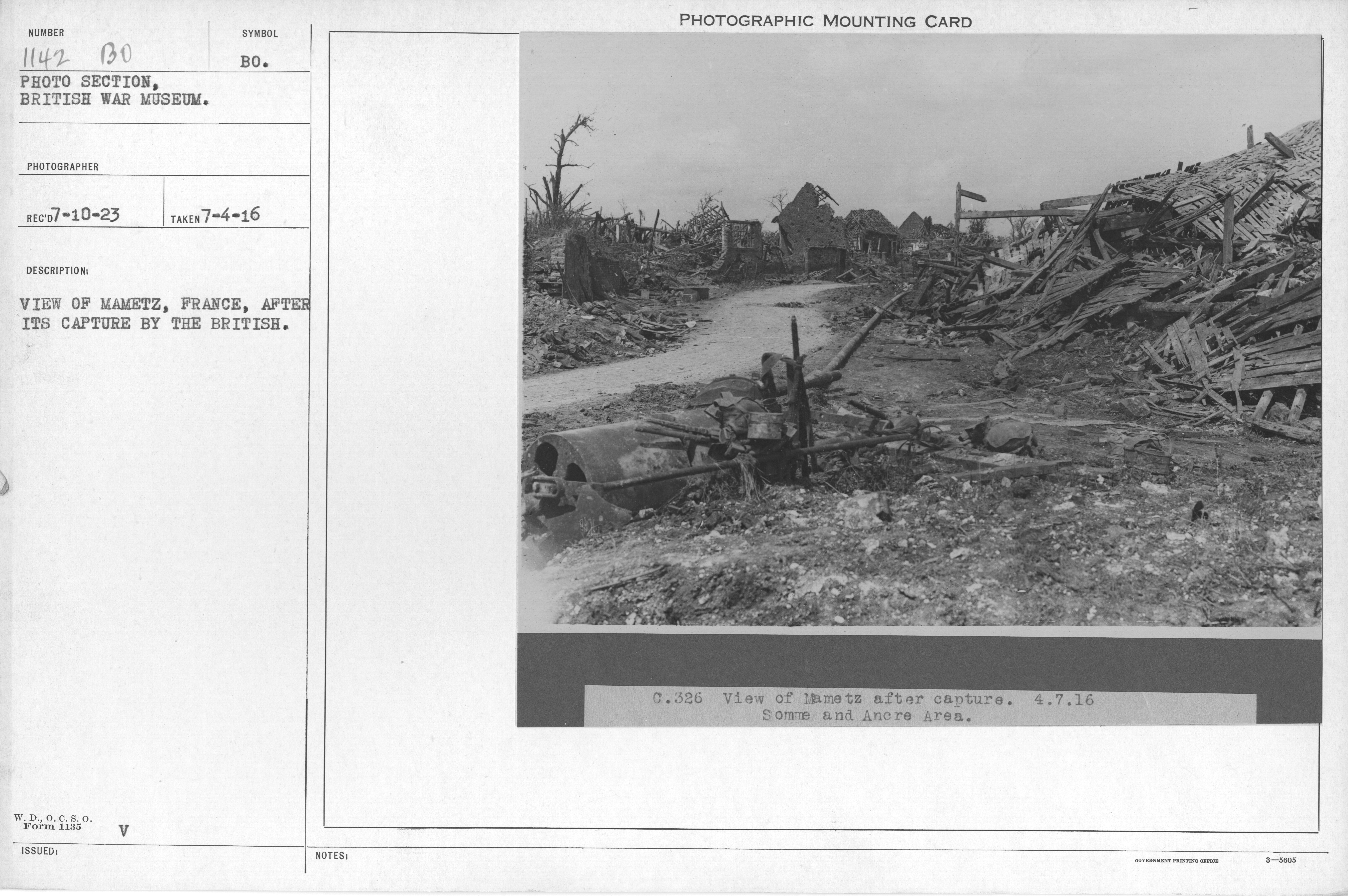
Photo de l'armée britannique montrant les ruines de Mametz après sa capture le 4 juillet 1916.

Mametz était dans les lignes allemandes jusqu'au 1er juillet 1916, premier jour de la bataille de la Somme, date à laquelle il fut capturé par la 7è division des Gordon Highlanders. Le bois de Mametz, au nord-est du village, fut pris les jours suivant le 7 juillet.
Ce cimetière a été établi par des hommes du 2e Gordon Highlanders qui ont enterré certains de leurs morts, tous tombés le 1er juillet 1916 dans ce qui avait été une tranchée de soutien.

## Caractéristiques
Le cimetière a un plan rectangulaire de 15 m sur 10. Il est clos par un mur de briques en façade et sur le côté sud, et d'une haie d'arbustes sur les deux autres côtés.

Les pierres tombales sont disposées en deux demi-cercles autour de la croix du Sacrifice.

Le cimetière a été conçu par A.J.S. Hutton.

## Sépultures
| Pays        | Sépultures |
| ----------- | ---------- |
| Royaume-Uni | 102        |

### Galerie

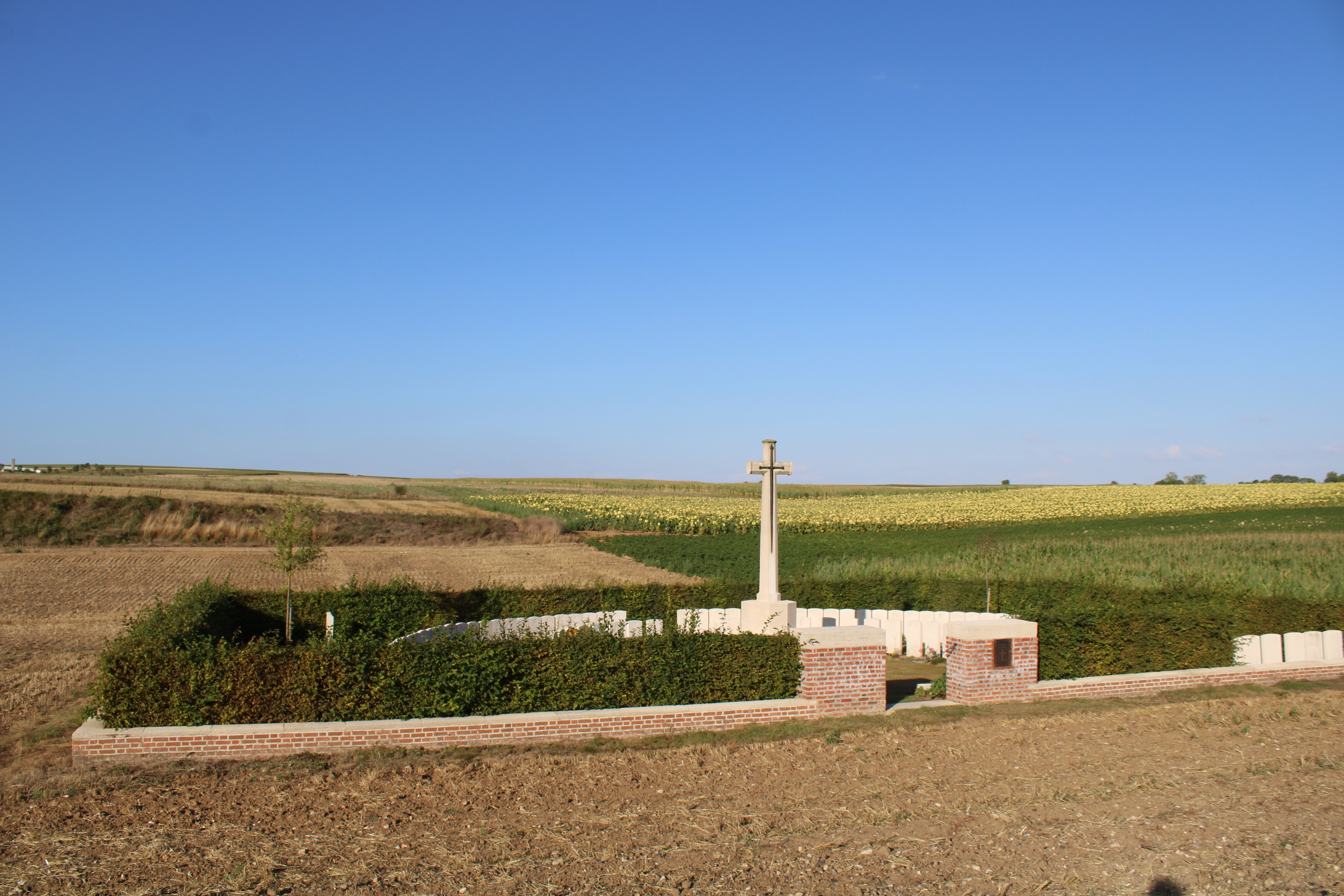
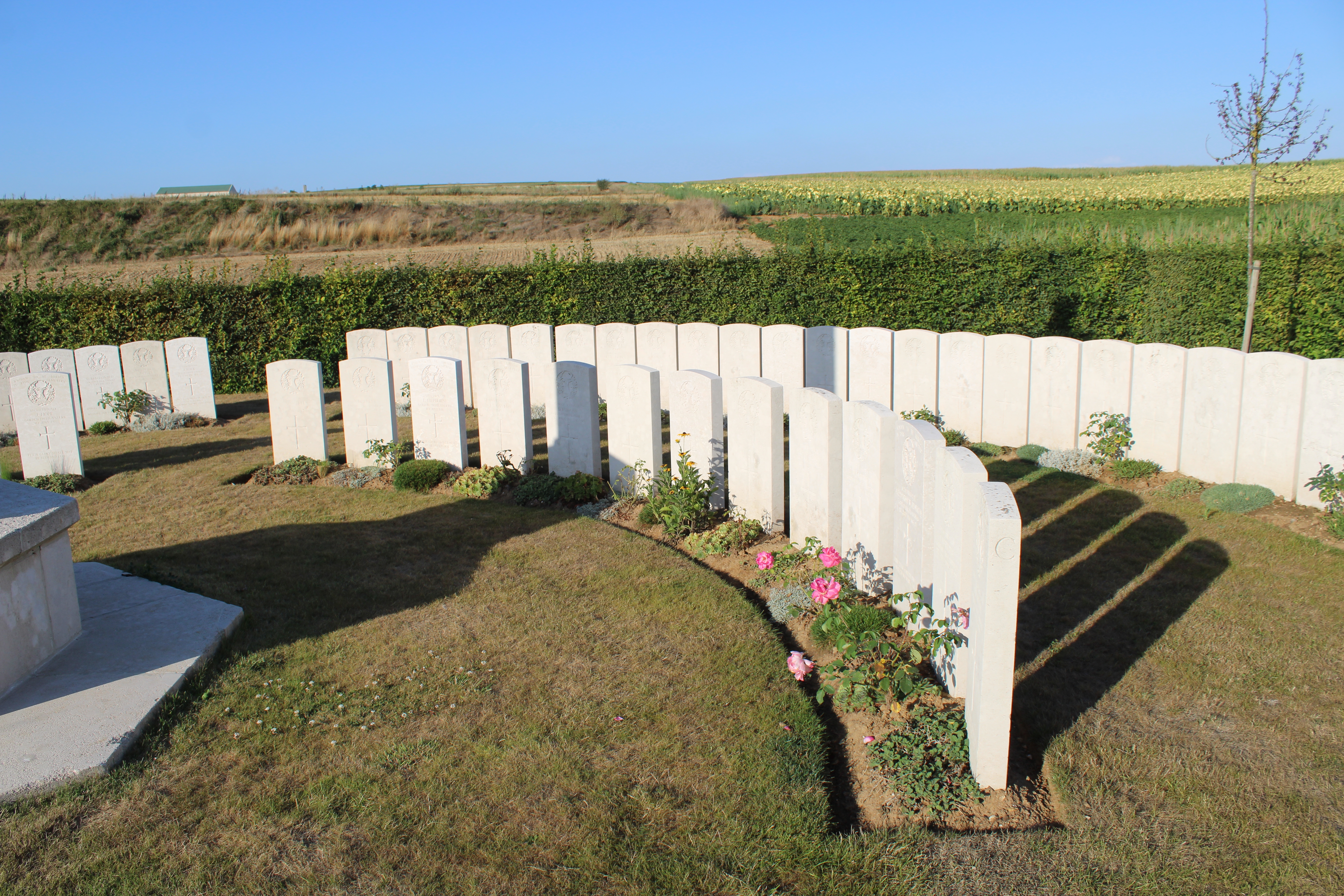
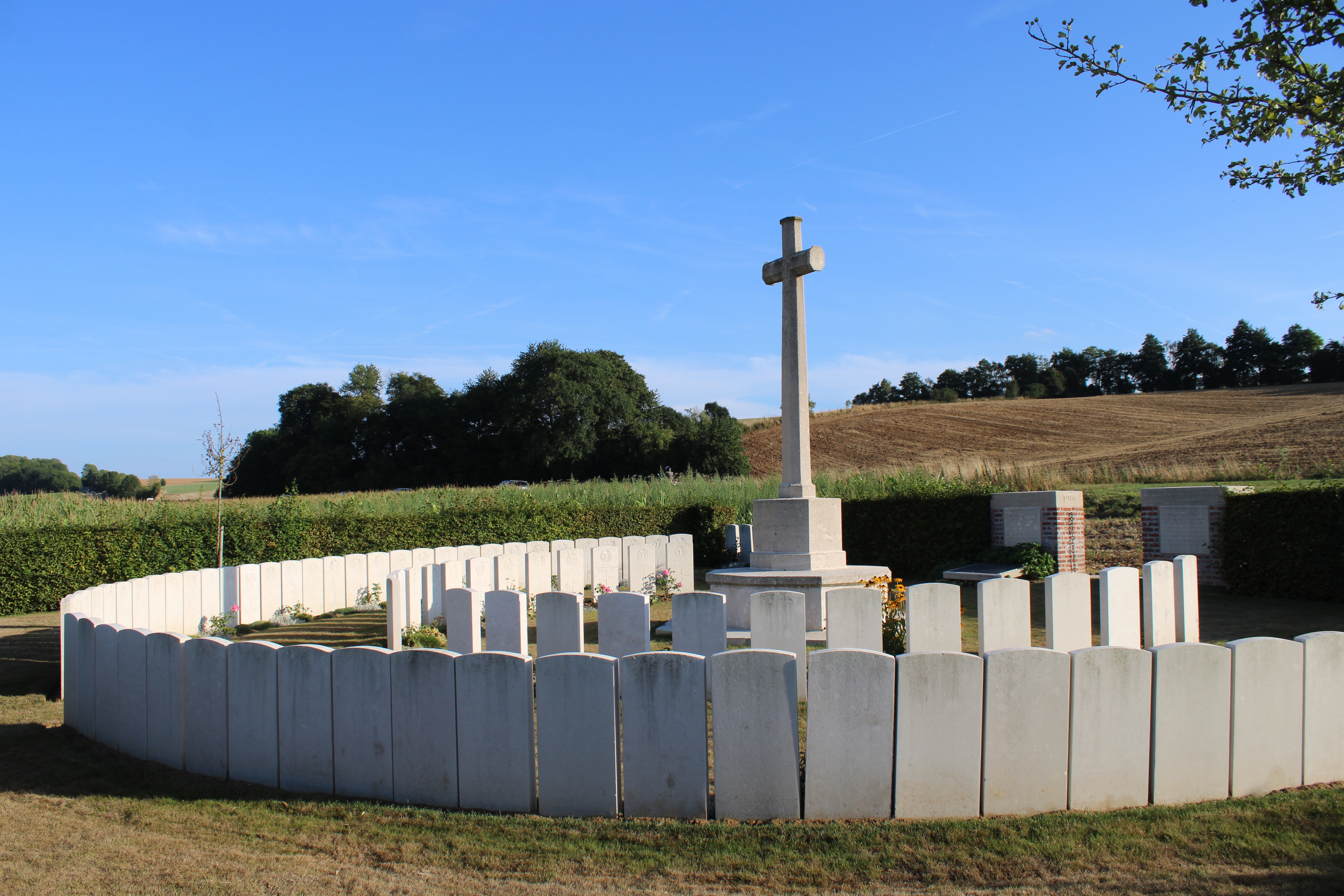
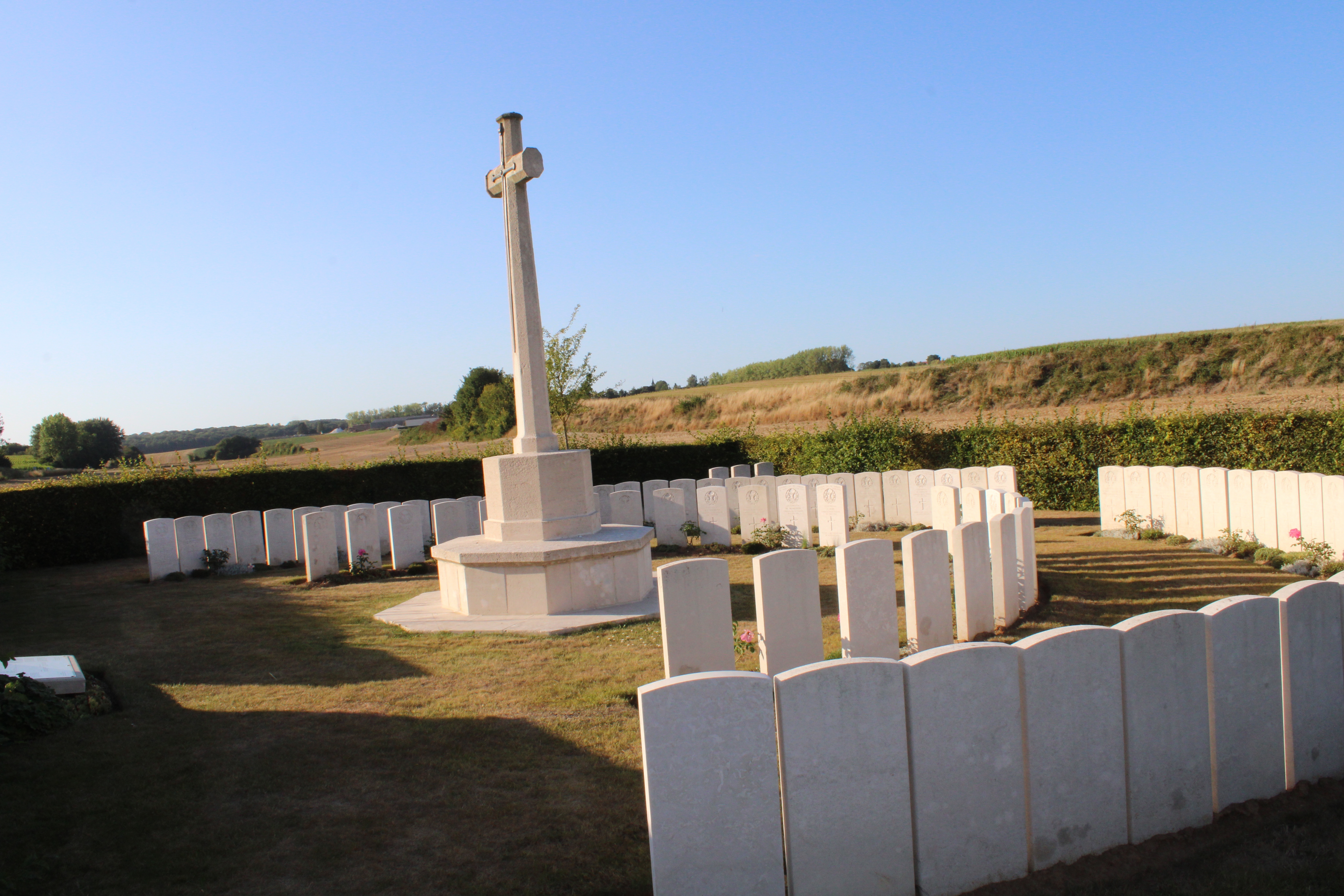
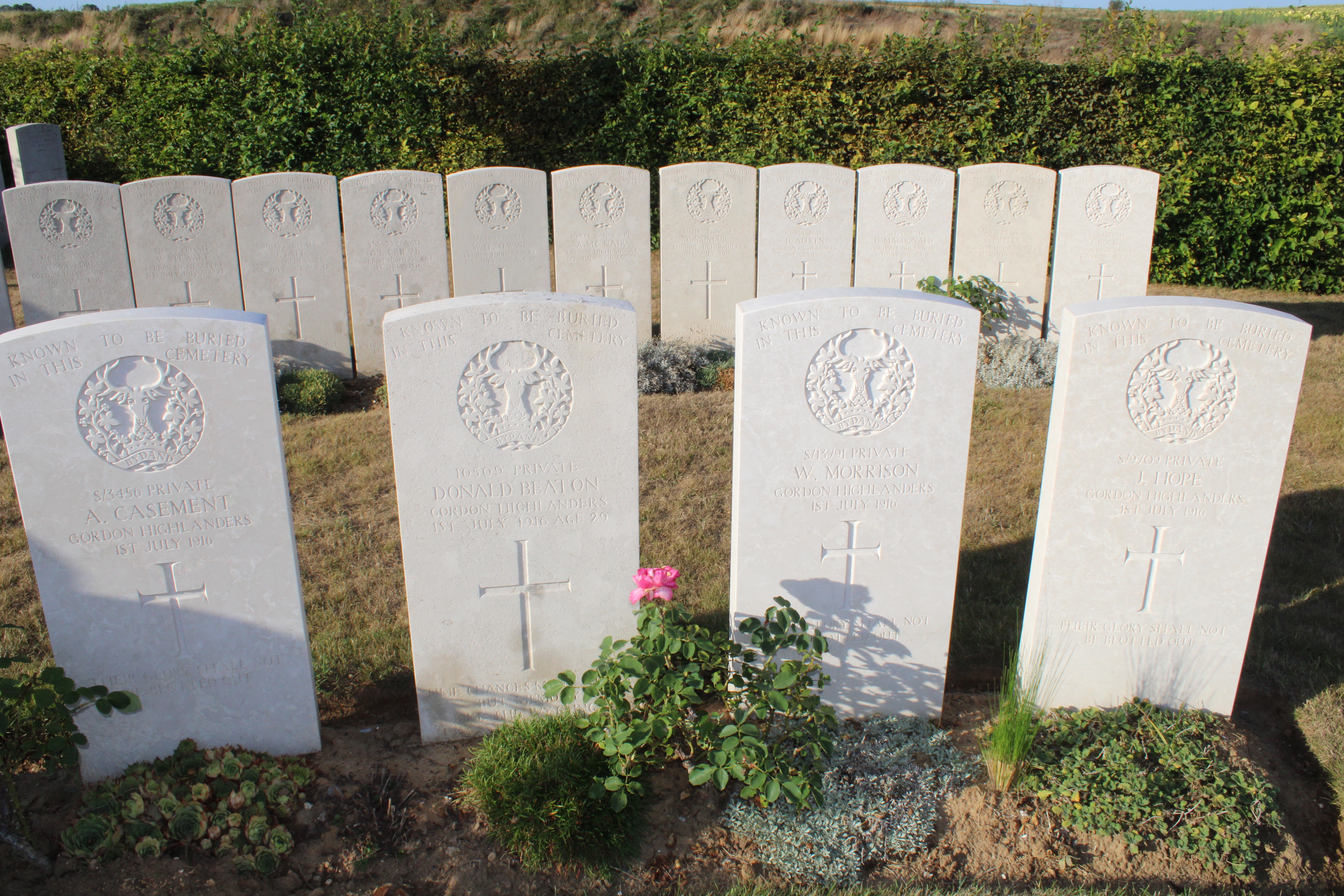
Soldats du Gordon Highlanders tous tombés le 1er juillet 1916, premier jour de la Bataille de la Somme.
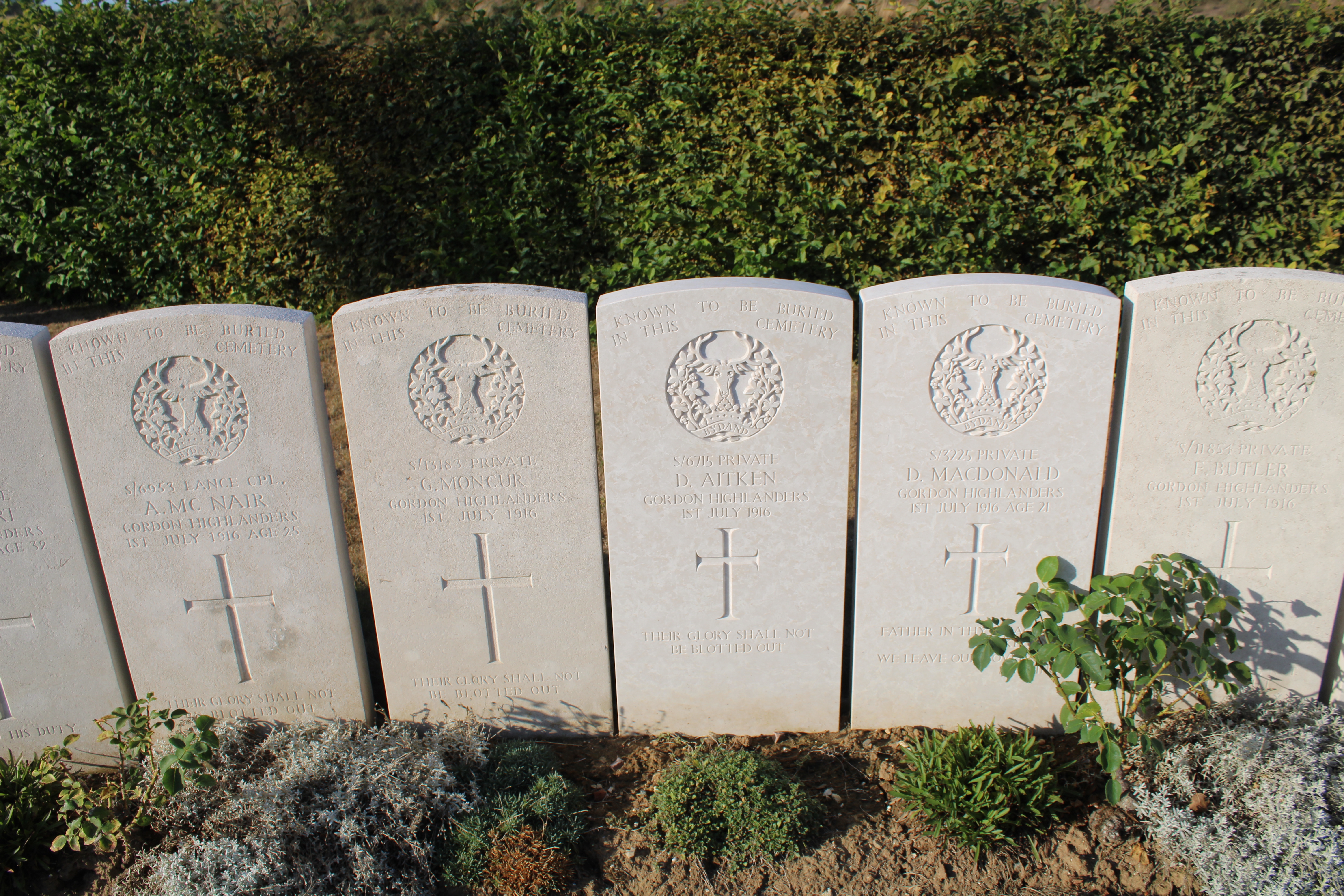